# Кастроїзм

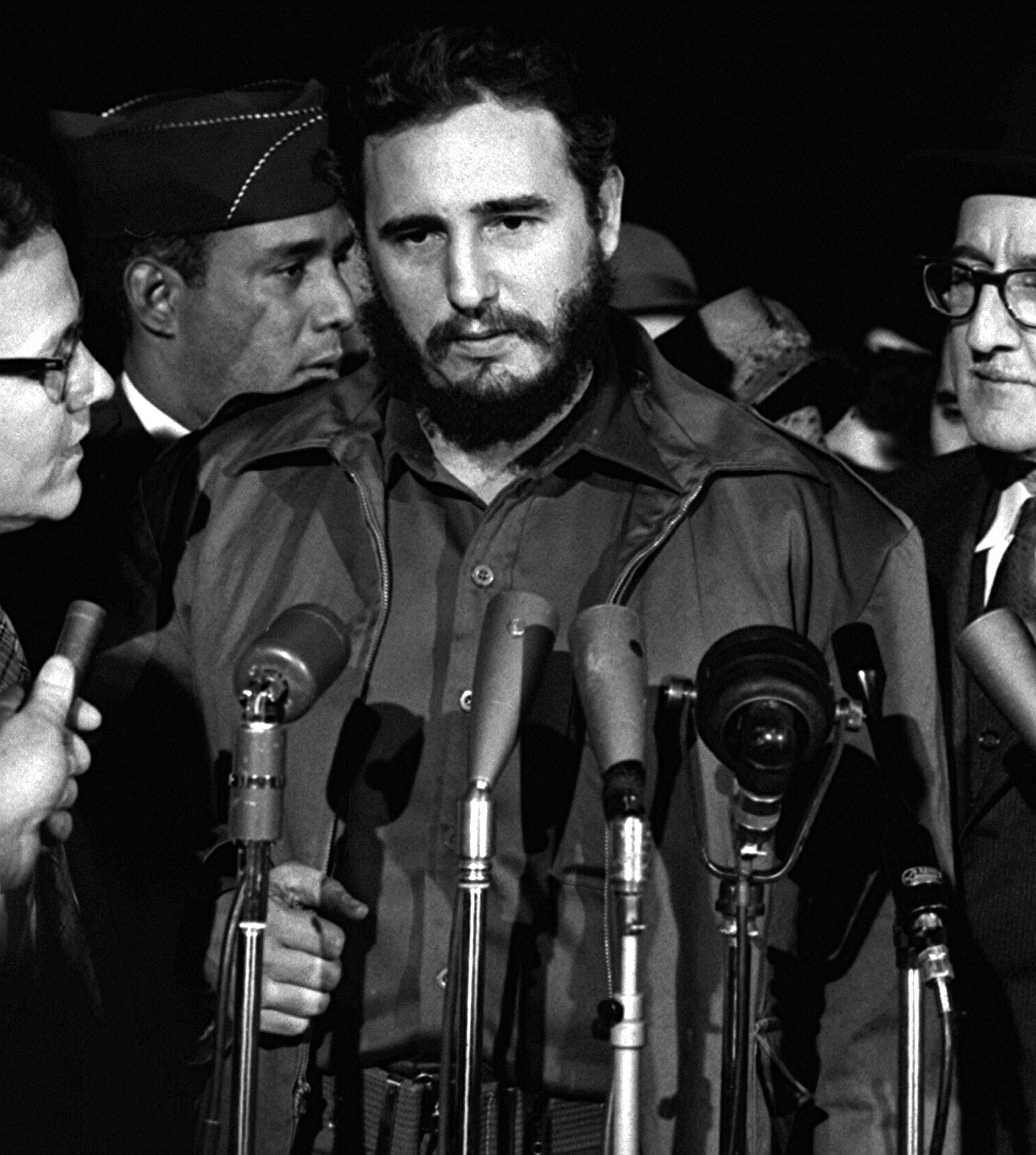
Фідель Кастро

Кастроїзм — теорія і практика, пов'язана з ім'ям Фіделя Кастро. Кастроізм виник на ґрунті латиноамериканських традицій і досвіду Кубинської революції. Вперше публічно Кастро виступив з промовою «Історія мене виправдає», де говорилося про націоналізм, демократію і соціальну справедливість, але не про соціалізм.
Кастро створив в Латинській Америці мережу паралельних комуністичних організацій, що орієнтувалися не на Москву, а на Гавану.

## Вплив історичних і політичних подій
Кастроїзм можна класифікувати як одна з течій комунізму, поряд з ленінізмом, сталінізмом і маоїзму. Однак коріння кастроізма полягають в насичені революціями і національно-визвольної війнами історії латиноамериканського регіону.
Важлива складова кастроізма є креольська революційний націоналізм. Його початок сходить до боротьби латиноамериканських країн за незалежність від Іспанії. Протягом двох століть в Латинській Америці не припинялася боротьба — спочатку проти іспанських колонізаторів, потім проти впливу «грінго», проти місцевих хунт і латифундистів.

## Ставлення до сталінізму
Незважаючи на комуністичні погляди, Кастро залишався незадоволений політикою Йосипа Сталіна . Фідель Кастро критикував СРСР за зловживання владою, репресії і культ особистості. У той же час Кастро також вважав, що Сталін вніс величезний внесок в індустріалізацію країни і перемоги над гітлерівським нацизмом.

## Наслідки політики Кастро в сфері економіки
В результаті реформ, зовнішньої політики і діяльності Фіделя Кастро, які спиралися на його ідеї, кубинська економіка отримала як переваги, так і недоліки.
Плюси:
- Розвиток туристичної галузі.
- Експорт цукру і нікелю.
- Виробництво елітних сигар .
- Зміцнення банківського сектора.
- Розвиток нафтової промисловості.

Мінуси:
- Через ембарго США не має доступу до важливих ринків і інвестицій.
- Гострий дефіцит валюти.
- Ускладнені торгові обмеження перешкоджають інвестиціям.
- Погана інфраструктура.
- Дефіцит палива, добрив і запчастин.